# Lansky - Un cervello al servizio della mafia
Lansky - Un cervello al servizio della mafia (Lansky) è un film gangster del 1999 diretto da John McNaughton, che racconta la vita del celebre gangster Meyer Lansky.